# Francis Lightfoot Lee
Francis Lightfoot Lee (Stratford Hall Plantation, 14 ottobre 1734 – Menokin, 11 gennaio 1797) è stato un politico statunitense, padre fondatore degli Stati Uniti e membro della House of Burgesses della colonia della Virginia, delegato al Congresso continentale per la Virginia, firmatario della Dichiarazione d'indipendenza e degli Articoli della Confederazione.
Come protestante attivista su temi come lo Stamp Act (1765), Lee spinse la colonia nella direzione dell'indipendenza dal Regno di Gran Bretagna. Oltre alla carriera in politica, possedeva una piantagione dove lavoravano molti schiavi. Fu membro della famiglia Lee, una importante dinastia della Virginia.

## Famiglia, istruzione e gioventù

Stemma di Francis Lightfoot Lee

Lee nacque il 14 ottobre 1734 alla Stratford Hall Plantation, nella contea di Westmoreland in Virginia. Lee era il quarto figlio di Thomas Lee e Hannah Harrison Ludwell. Il suo secondo nome "Lightfoot" viene da Francis Lightfoot, testimone di matrimonio del padre. Era di discendenza inglese, e nacque all'interno delle Prime famiglie della Virginia. Crebbe a Stratford Hall, una grande piantagione di tabacco che il padre costruì nel 1738. Fu istruito a casa, secondo studi classici con il Dr. Craig.
Nel 1772 Lee sposò la cugina di secondo grado Rebecca Plater Tayloe; non ebbero figli e Lee visse sempre nella regione della Virginia tra il fiume Rappahannock e la baia di Chesapeake (conosciuta come Northern Neck).
Lee fu nipote del colonnello Richard Lee II e bisnipote del colonnello Richard Lee I. Il senatore Richard Henry Lee e i diplomatici William Lee e Arthur Lee erano suoi fratelli. Un altro fratello, Thomas Ludwell Lee, fu eletto in un comitato, insieme a Thomas Jefferson, per riscrivere le leggi della Virginia. Il suo omonimo Francis Lightfoot Lee II era figlio del fratello Richard Henry Lee, e da lui discesero molti omonimi.

## Carriera politica
Nel 1774 Lee fu tra i deputati congressuali e partecipò alla prima Convenzione della Virginia. Ebbe un seggio nel Senato della Virginia dal 1778 al 1782, e fu un delegato al Congresso continentale a Filadelfia fino al 1779. Come rappresentante congressuale della Virginia, firmò sia la Dichiarazione di indipendenza e gli Articoli della Confederazione. Fu eletto alla American Philosophical Society nel 1768.

## Morte
Lee morì di pleurite presso la sua residenza, chiamata "Menokin", nella contea di Richmond, l'11 gennaio 1797; la moglie era morta quattro giorni prima. È sepolto nel cimitero della famiglia Tayloe presso la Mount Airy Plantation, a Warsaw, in Virginia.
A lui è dedicata la nave Liberty della seconda guerra mondiale Francis L. Lee.